# Kitangili (Shinyanga)
Kitangili è una circoscrizione urbana (urban ward) della Tanzania situata nel distretto urbano di Shinyanga, regione di Shinyanga. Conta una popolazione di 8 338 abitanti (censimento 2012).